# Гур'єв Феофан Федорович
Феофан Федорович Гур'єв (нар. 1913, село Тожир, тепер село Борисівка Новоград-Волинського району Житомирської області — ?) — український радянський діяч, голова колгоспу імені Кірова Ярунського (Новоград-Волинського) району Житомирської області. Депутат Верховної Ради УРСР 2-го скликання.

## Життєпис
Народився у селянській родині. Трудову діяльність розпочав сільським пастухом. Закінчив початкову школу, навчався у зоотехнічному технікумі.
У 1933 році переїхав на Донбас. Працював помічником забійника, забійником шахти тресту «Ворошиловвугілля» Донецької області. Потім служив у Червоній армії. Після демобілізації працював шофером на шахтах міста Красний Луч Ворошиловградської області.
З червня 1941 року — у Червоній армії, учасник німецько-радянської війни з вересня 1941 року. Служив до січня 1942 року шофером 802-го окремого автотранспортного батальйону, потім був танкістом на Західному фронті.
Член ВКП(б) з вересня 1942 року. У 1943 році закінчив Військово-політичне училище. З грудня 1943 року служив начальником клубу 5-ї гвардійської повітряно-десантної дивізії 20-го гвардійського стрілецького корпусу 4-ї гвардійської армії 2-го і 3-го Українських фронтів.
З 1946 року — голова колгоспу імені Кірова села Жолобне Ярунського (Новоград-Волинського) району Житомирської області.
Потім — на пенсії.

## Звання
- старший лейтенант

## Нагороди
- орден Червоної Зірки (31.05.1945)
- орден Вітчизняної війни 1-го ст. (6.04.1985)
- медаль «За оборону Москви»
- медаль «За відвагу» (13.10.1944)
- медаль «За перемогу над Німеччиною у Великій Вітчизняній війні 1941—1945 рр.»
- медалі